# Những hình vẽ trên cao nguyên Nazca
Những hình vẽ trên cao nguyên Nazca (vẽ trên mặt đất) tạo nên một"vườn hình học"tại sa mạc Nazca, một sa mạc khô cằn rộng 53 dặm giữa hai thị trấn Nazca và Palpa ở Pampas de Jumana (một khu vực bằng phẳng miền nam Peru). Những bức vẽ gồm có chim ruồi, khỉ, nhện và thằn lằn, nhưng đó chỉ là tên của trên 300 bức vẽ. Chúng được tạo nên trong suốt thời kỳ nền văn hóa Nazca tại khu vực này, giữa năm 200 trước Công nguyên tới năm 600.
Những hình vẽ trên cao nguyên Nazca được chụp ảnh lần đầu tiên khi máy bay thương mại bay qua sa mạc Peru trong thập niên 1920. Các hành khách nói rằng họ thấy"những dải đất nguyên thủy"trên mặt đất phía dưới. Khi sỏi đã được quét đi, chúng phản xạ ánh sáng bên dưới, bằng cách này,  những đường kẻ có thể nhìn thấy rõ hơn. Các nhà khảo cổ đã khám phá được một thành phố bị mất ở ngoài vùng nay, đó là Cahuachi. Nó được xây dựng vào khoảng gần 2000 năm trước và bị bỏ rơi một cách bí ẩn 500 năm sau.

## Khám phá
Nhà sử học Pedro de Cieza de León trong đoàn quân chinh phục của Tây Ban Nha ở châu Mỹ đã đề cập tới những hình vẽ này lần đầu tiên năm 1547. Ông miêu tả một số ít đường nét được tạo ra trên các sườn đồi, nơi mà mọi người có thể thấy được toàn bộ hình vẽ mà không cần phải quan sát từ máy bay.
Thời hiện đại, những đường nét này lần đầu tiên được chú ý khi các máy bay bắt đầu bay ngang qua sa mạc Peru trong thập niên 1920. Năm 1927, Toribio Mejia Xespe, một bác sĩ và là nhà nhân loại học người Peru, là nhà khoa học đầu tiên chú ý tới cái ông gọi là"các hình vẽ lớn mang tính nghi lễ của người Inca".
Cuộc nghiên cứu khoa học có hệ thống đầu tiên về những hình vẽ này bắt đầu trong thập niên 1930 dưới sự chỉ huy của Paul Kosok và Maria Reiche. Reiche tiếp quản việc nghiên cứu năm 1946 và từ đó cho tới khi qua đời năm 1998 bà không ngừng kêu gọi bảo vệ và giữ gìn những hình vẽ đó. Cuối cùng những nỗ lực của bà đã thành công với việc UNESCO công nhận đây là một địa điểm di sản thế giới vào năm 1995. Từ đó, số lượng cũng như chất lượng các bức ảnh mới từ trên máy bay, vệ tinh chụp những hình ảnh đó đã tăng lên nhiều. Số người quan tâm nghiên cứu các hình vẽ và vùng sa mạc xung quanh cũng đông đảo hơn khiến chúng ta hiện có được những hiểu biết nhất định về địa điểm này cũng như những người đã tạo ra chúng. Ví dụ, Cahuachi, một thành phố nơi có thể quan sát thấy vài hình vẽ Nazca, đã được phát hiện gần đây ở những sườn đồi cạnh đó. Nó đã được xây dựng từ gần 2.000 năm trước và đã bị bỏ lại một cách bí ẩn 500 năm sau.

## Tạo ra và giữ gìn các hình vẽ
Các hình vẽ được tạo ra bằng cách đào bỏ lớp đá cuội oxide sắt phủ trên bề mặt sa mạc Nazca. Khi đá sỏi bị đào đi, đất có sáng màu dưới những đường rãnh đó tương phản với vùng bên cạnh. Có hàng trăm đường vẽ đơn giản và các mô hình hình học, hơn bảy mươi đường cong, hình động vật, côn trùng và mặt người trên cao nguyên Nazca. Vùng chứa các hình vẽ rộng gần 200 dặm vuông, và hình vẽ lớn nhất dài 900 feet. Các hình vẽ còn tồn tại được nhờ khí hậu rất khô, không có gió và nhiệt độ ổn định của vùng Nazca. Sa mạc Nazca là một trong những vùng khô nhất thế giới với nhiệt độ khoảng 25 °C (77 °F). Sa mạc ít có gió khiến các hình vẽ không bị đất cát che phủ cho đến tận ngày nay.

## Các giả thuyết

### Sự giải thích được chấp nhận

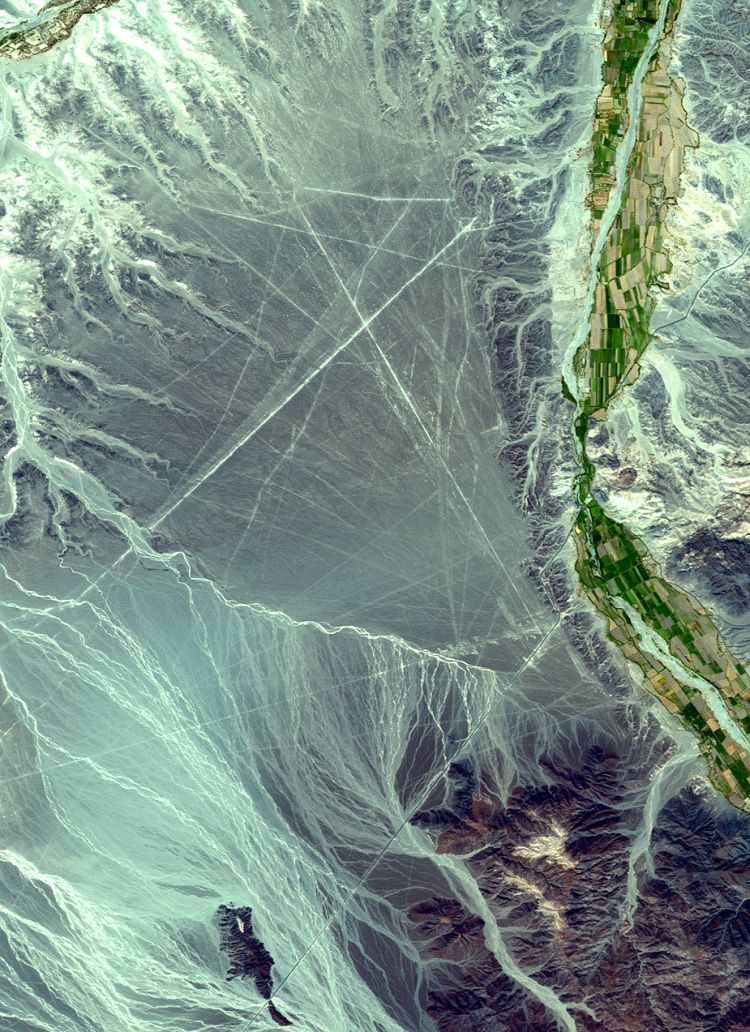
Ảnh vệ tinh một vùng có các hình vẽ. (Coordinates:)

Từ khi các hình vẽ được khám phá, nhiều giả thuyết đã được đưa ra giải thích phương pháp tạo dựng cũng như động cơ thực sự của hành động đó. Lý thuyết khảo cổ được chấp nhận cho rằng người dân Nazca tạo ra các hình vẽ chỉ với những dụng cụ thiết bị đo đạc đơn giản. Các cột gỗ trên mặt đất ở đầu mút của một số hình đường thẳng (chúng cũng ngẫu nhiên được dùng để xác định niên đại hình) ủng hộ giả thuyết này. Hơn nữa, Joe Nickell thuộc Đại học Kentucky đã tái tạo một trong các hình vẽ bằng cách chỉ sử dụng kỹ thuật thời Nazca, khi chưa thể xuất hiện máy bay. Với các kỹ thuật đơn giản và bố trí cẩn thận, một đội gồm vài người có thể tái tạo hình vẽ lớn nhất trong vòng 48 giờ. Tuy nhiên, không có nhiều bằng chứng hiện còn giải thích"tại sao"các hình vẽ lại được tạo ra, vì thế động cơ thực hiện của người Nazca hiện là bí ẩn khó giải đáp nhất. Đa số mọi người tin rằng động cơ thực sự là tôn giáo, rõ ràng việc tạo ra các hình ảnh chỉ để cho các vị thánh trên trời chiêm ngưỡng. Tuy nhiên, các chi tiết của giả thuyết này hiện vẫn chưa được giải đáp đầy đủ.

### Các giả thuyết khác
Kosok và Reiche đã đưa ra một trong những giả thuyết sớm nhất giải thích các hình vẽ Nazca, cho rằng chúng được thực hiện để chỉ những vị trí phía chân trời xa nơi Mặt Trời và các thiên thể khác mọc hay lặn. Giải thuyết này đã được đánh giá bởi hai chuyên gia thiên văn học cổ đại là Gerald Hawkins và Anthony Aveni, và cả hai người đều kết luận rằng không có đủ bằng chứng cho thấy hiện tượng có thể liên quan tới thiên văn học.
Một số người (ví dụ như Jim Woodmann) cho rằng các hình vẽ Nazca có thể cho thấy một số hình thức bay có điều khiển của con người (để quan sát chúng) đã tồn tại và rằng một khinh khí cầu dùng khí nóng có thể là khả năng kỹ thuật duy nhất thời ấy. Thực tế Woodmann đã chế tạo một khinh khí cầu dùng khí nóng từ các vật liệu và công nghệ được cho là tồn tại ở thời điểm đó để thử nghiệm giả thuyết của mình. Khí cầu đã tạm bay được cho thấy giả thuyết này cũng có thể đã xảy ra, nhưng dù khó có thể chấp nhận hoàn toàn giả thuyết này.
Một giả thuyết khác cho rằng các hình vẽ là phần những phần còn lại của những"nhà thờ di động"(walking temples), nơi một nhóm lớn tín đồ tôn giáo đi dọc theo một hình mẫu có trước dùng để dâng hiến cho một thực thể linh thiêng đặc biệt, tương tự như việc đi trong một mê trận (labyrinth). Những người dân địa phương nói rằng người da đỏ đã tiến hành các nghi lễ tại các hình vẽ to lớn đó để tạ ơn chúa trời và để đảm bảo rằng nguồn nước sẽ tiếp tục chảy từ dãy Andes. Về mục đích và tầm quan trọng của các hình vẽ Nazca, điều này có vẻ khá phú hợp bởi vì nó tương tự với mục đích của những hình vẽ trên mặt đất khác ở vùng Bắc Mỹ. Nó cũng có liên quan tới các mạng lưới kênh ngầm và đường thủy rộng lớn đã được tìm thấy và có cùng niên đại.
Có lẽ giả thuyết gây tranh cãi nhất là của Erich von Däniken trong cuốn Chariots of the Gods của ông khi cho rằng các hình vẽ trên thực tế là những đường băng hạ cánh cho các tàu vũ trụ của các sinh vật ngoài Trái Đất. Lý lẽ của ông cũng giống với lý lẽ của Woodman, cho rằng các hình vẽ quá lớn và phức tạp vì thế chỉ có thể tạo ra chúng khi dùng các khí cụ bay.

## Thư viện hình
